# Astiarcha aureatella
Astiarcha aureatella är en fjärilsart som beskrevs av Pieter Cornelius Tobias Snellen 1903. Astiarcha aureatella ingår i släktet Astiarcha och familjen praktmalar, Oecophoridae. Inga underarter finns listade i Catalogue of Life.